# Displaced Persons Act
Der Displaced Persons Act (auch: Displaced Persons Act of 1948) war ein US-amerikanisches Bundesgesetz, mit dem Displaced Persons (DPs) unabhängig von bestehenden Quoten für Einwanderer die Einwanderung in die USA ermöglicht wurde.

## Hintergrund und Geschichte
Nach dem Zweiten Weltkrieg verhinderten die restriktiven Einwanderungsregelungen der USA, dass Displaced Persons und Juden, die den Holocaust überlebt hatten oder vor den neuen Pogromen aus Osteuropa geflohen waren, in die USA kommen konnten. Sie lebten in DP-Lagern in Deutschland, teilweise sogar noch in den ehemaligen Konzentrationslagern, bewacht und hinter Stacheldraht. Der Displaced Persons Act, der vom US-Kongress am 25. Juni 1948 verabschiedet wurde, erlaubte über einen Zeitraum von zwei Jahren die Einwanderung von bis zu 205.000 DPs. Das Gesetz schränkte auf folgende Personengruppen für die Umsiedlung ein:
- Die Personen mussten am 22. Dezember 1945 in der amerikanischen, britischen oder französischen Besatzungszone Deutschlands oder in Österreich oder Italien gelebt haben. Dies schloss viele jüdische Flüchtling aus, die erst später aus dem Osten angekommen waren.
- Vierzig Prozent der Visas sollten an  ehemalige Bewohner der baltischen Staaten und des von der Sowjetunion annektierten Ostpolens vergeben werden. Kritiker bemängelten, dass dieser Personenkreis viele Menschen umfasste, die freiwillig mit den Deutschen kollaboriert hätten.
- Dreißig Prozent der Visas waren für Landwirte und landwirtschaftliche Hilfskräfte reserviert, da im Mittleren Westen Landwirte gebraucht wurden. Nur wenige Juden erfüllten diese Anforderung.

Er wurde erst nach Gründung des Staates Israel durch die USA erlassen, sodass nun eine geringere Zahl jüdischer Einwanderer in die USA zu erwarten war. Nun war für die jüdischen DPs die Möglichkeit gegeben, nach Israel auszuwandern, was sie auch überwiegend nutzten.
Die Regelung umfasste nicht nur DPs des Zweiten Weltkrieges, sondern auch Menschen aus anderen Kriegsgebieten, etwa des Chinesischen Bürgerkrieges; 3.500 Chinesen, die sich 1948 als Besucher, Seeleute oder Studenten bereits in den USA aufhielten, erhielten auf der Grundlage des Gesetzes ein Bleiberecht (permanent resident status) in den USA.
Da das Gesetz Holocaust-Überlebende zunächst benachteiligte, wurde es 1950 nachgebessert (DP Act of 1950). Die Aufnahmezahl wurde auf 344.000 erhöht, der Stichtag auf den 1. Januar 1949 verlegt und die weiteren Einschränkungen wurden aufgehoben. 1952 waren etwa 80.000 jüdische DPs auf der Grundlage dieses Gesetzes in die USA eingewandert, vorwiegend mit der Hilfe von jüdischen Agenturen in den USA.